# Kauniainen
Kauniainen este o comună din Finlanda.